# Coupe Vanderbilt
Pour les articles homonymes, voir Vanderbilt.

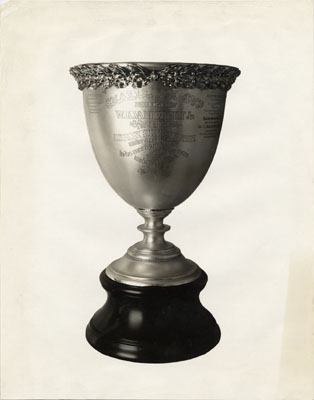
La Coupe Vanderbilt.

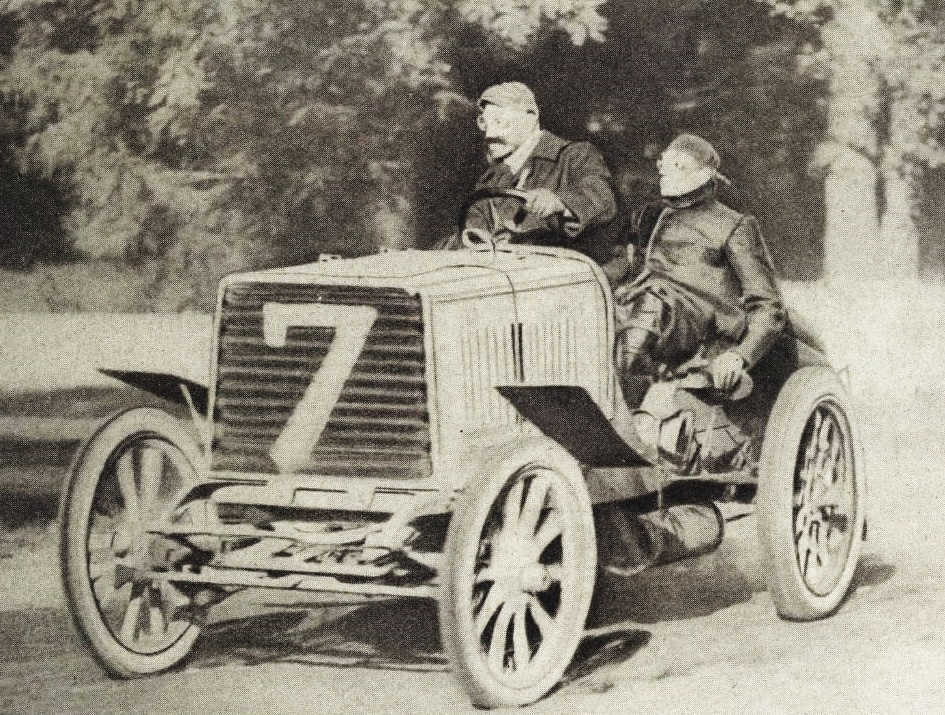
George Heath, vainqueur de la Coupe Vanderbilt 1904 (au circuit de Manhattan).

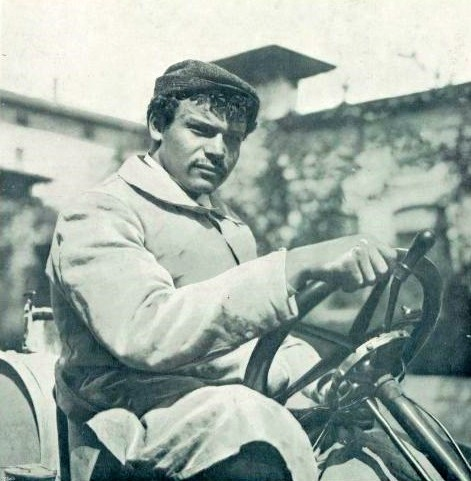
Victor Hémery, vainqueur de la Coupe Vanderbilt 1905.

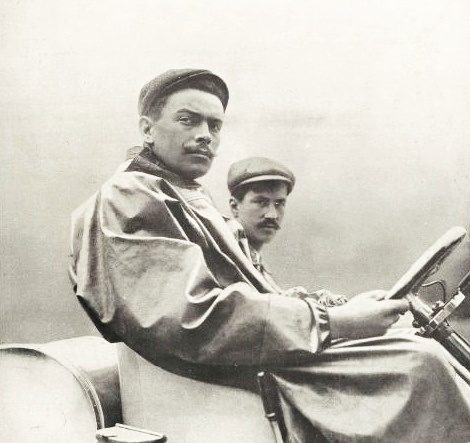
Louis Wagner, vainqueur de la Coupe Vanderbilt 1906.

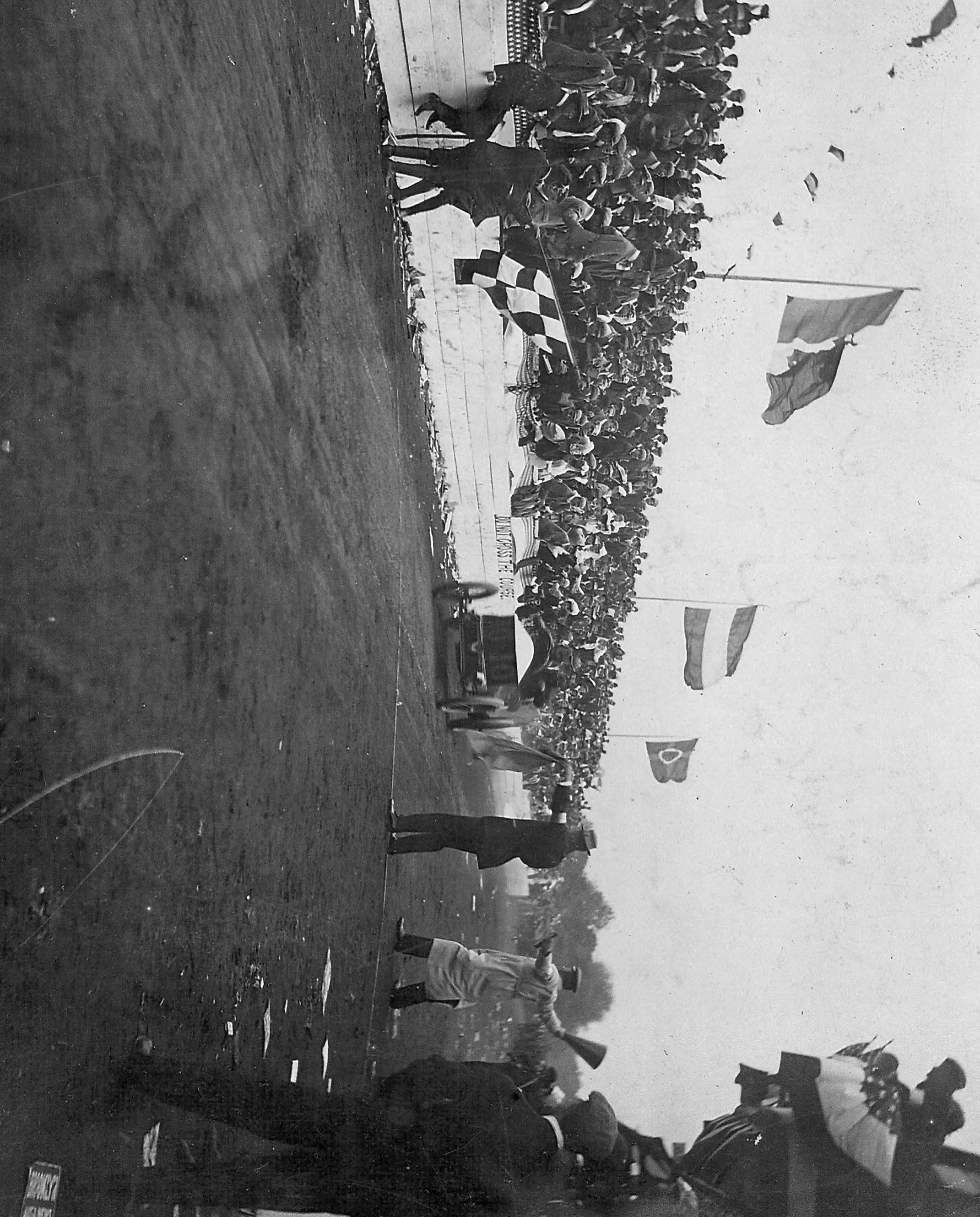
Louis Wagner, franchissant la ligne en vainqueur (première utilisation d'un drapeau pour signaler une fin de course).

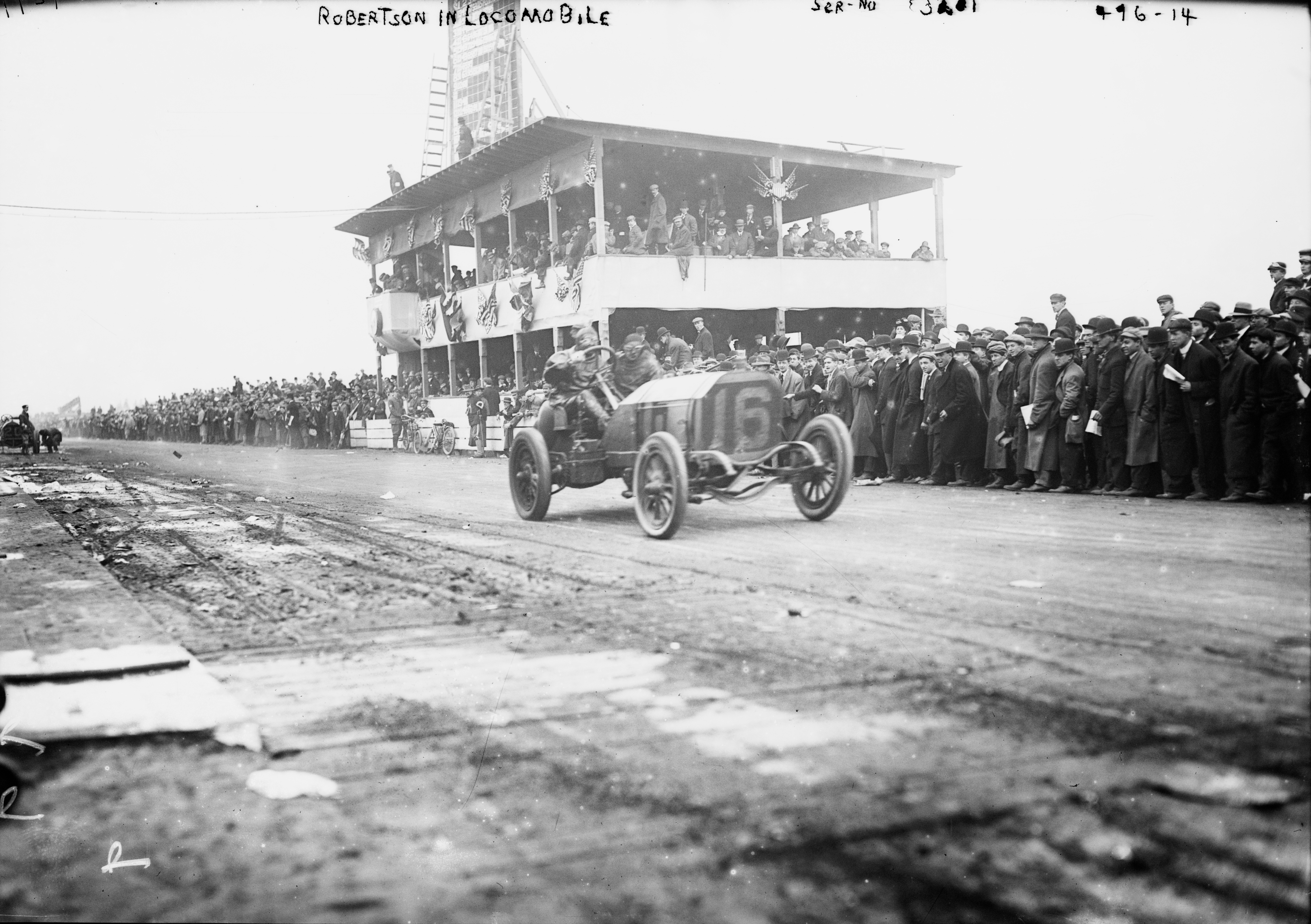
Victoire en 1908 de Joé Robertson, avec la Locomobile future "Old 16".

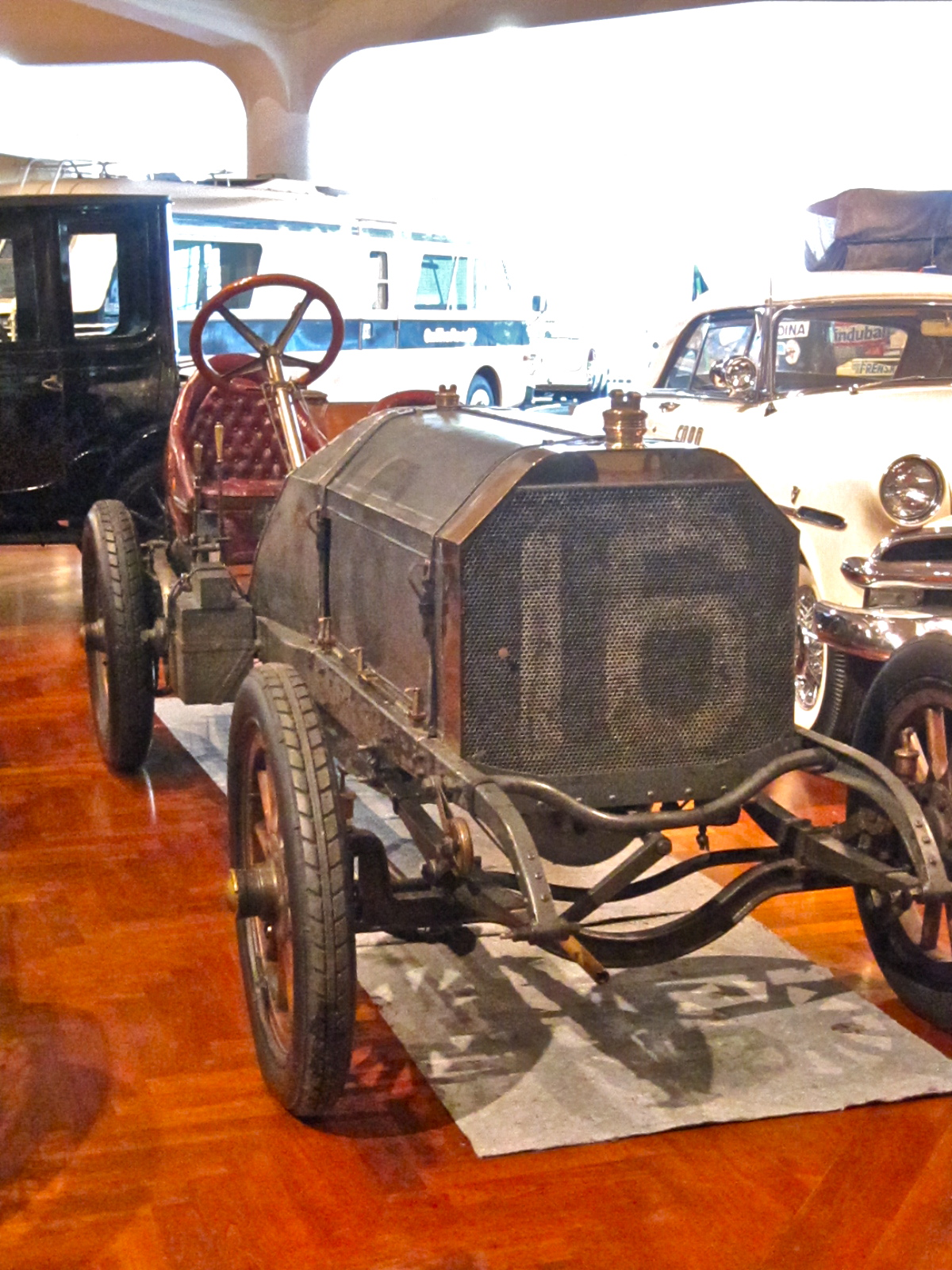
La Old 16 de George Robertson, première voiture américaine d'un américain à remporter une compétition internationale, la Vanderbilt Cup de 1908 (véhicule également le plus rapide en 1906). Elle n'a jamais été restaurée, pour la maintenir en conditions de course.

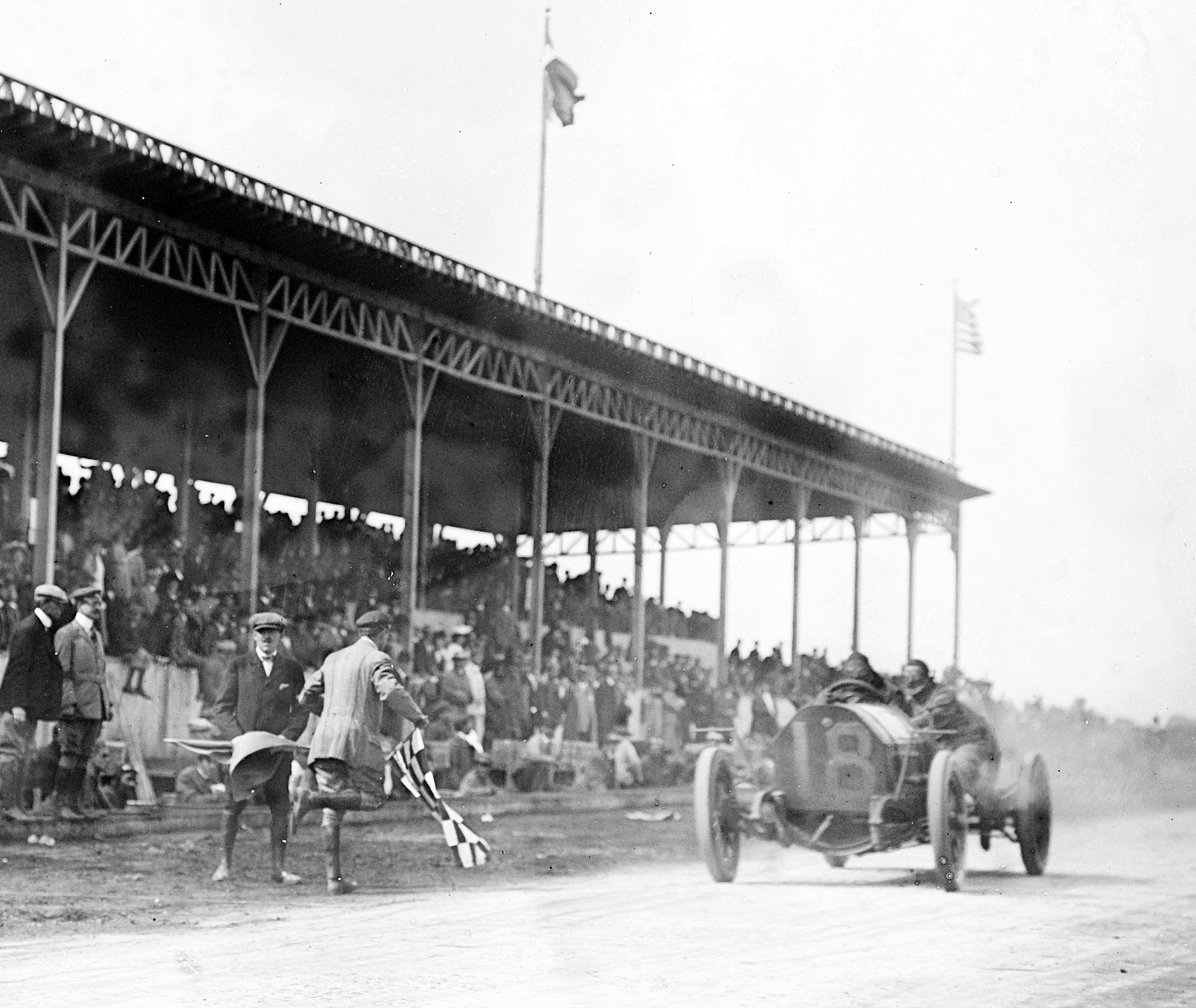
Harry Grant vainqueur en 1910, sur ALCO.

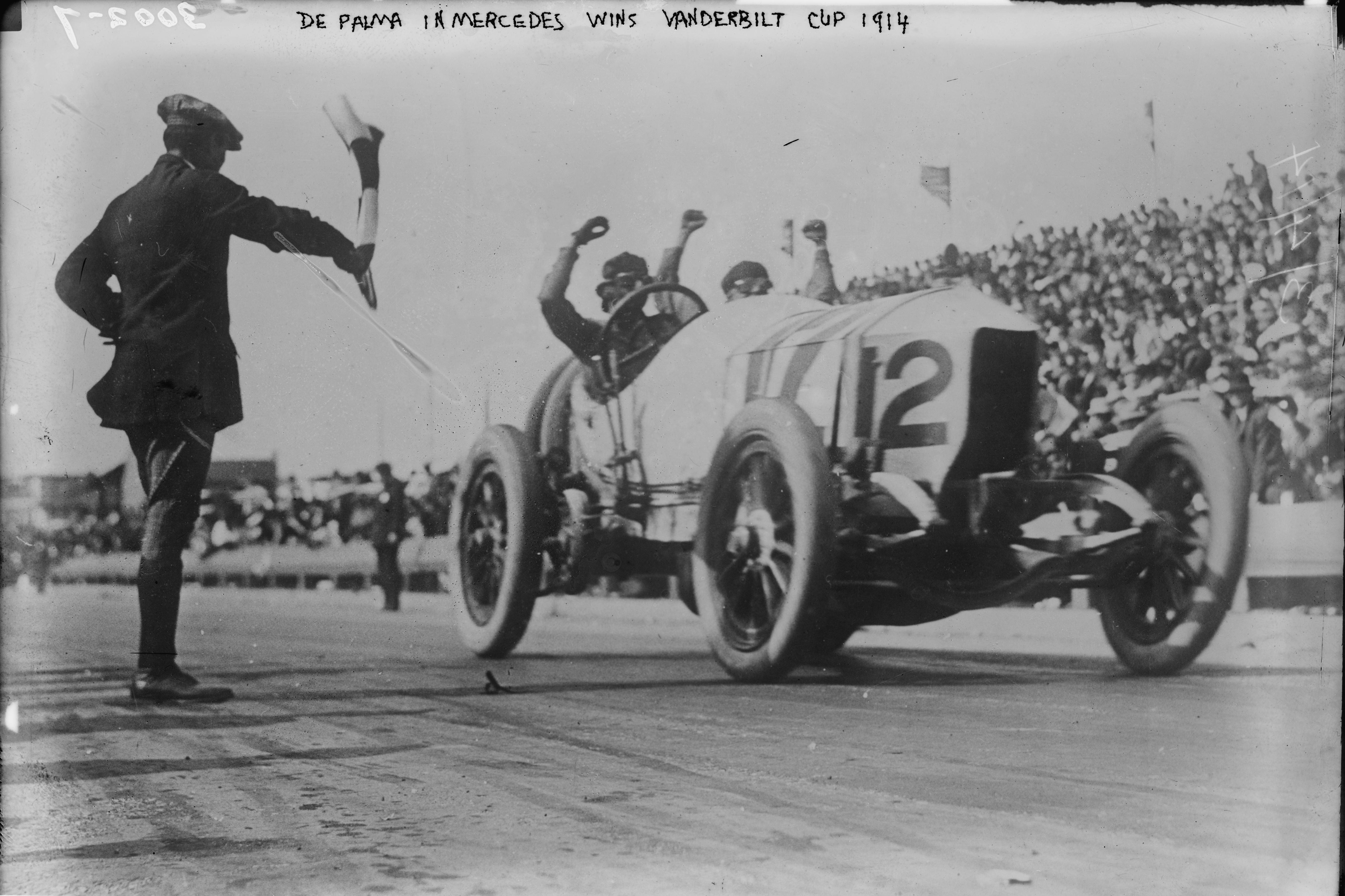
Victoire de DePalma sur Mercedes 37/95 hp en 1914.

La coupe Vanderbilt est la plus ancienne compétition automobile aux États-Unis. Lancée en 1904, cette course disputée initialement sur un tracé de 30,24 miles (48,7 kilomètres), a disparu en 2007 en raison de la faillite du championnat de Champ Car.

## Historique
La coupe a été lancée en 1904, par William Kissam Vanderbilt II à Long Island dans l'État de New York. L'homme d'affaires avait richement doté cette première édition pour inciter les constructeurs automobiles américains à participer.
La première édition de l'épreuve, qui regroupait 17 concurrents, a été remportée par le pilote américain George Heath sur un véhicule français, une Panhard.
La compétition, qui se déroulait les premières années sur routes ouvertes, s'est doté, en 1908, d'un circuit automobile à Long Island, l'un des premiers des États-Unis. La course a ensuite été délocalisée en divers endroits du pays.
Entre 1911 et 1916, elle précède généralement de quelques jours et sur le même lieu le Grand Prix des États-Unis.
La Coupe Vanderbilt ne s'est pas disputée entre 1917 et 1936. Cette année-là, le neveu de William Kissam Vanderbilt, George Washington Vanderbilt, a relancé la compétition pour deux épreuves.
Après plus de 20 ans d'interruption, la Coupe Vanderbilt est à nouveau organisée en 1960 dans la catégorie Formule Junior. Cornelius Vanderbilt IV, écrivain journaliste et neveu de WKV II, remet alors le trophée.
À partir de 1996, la Coupe Vanderbilt est devenue la récompense des vainqueurs de la catégorie Champ Car.
Le pilote français Sébastien Bourdais a remporté les quatre dernières éditions de la Coupe Vanderbilt (2004, 2005, 2006, 2007).

## Palmarès

### Course automobile
| Année     | Vainqueur        | Voiture            | Résultats |
| --------- | ---------------- | ------------------ | --------- |
| 1904      | George Heath     | Panhard & Levassor | Résultats |
| 1905      | Victor Hémery    | Darracq            | Résultats |
| 1906      | Louis Wagner     | Darracq            | Résultats |
| 1907      | Non couru        | Non couru          | Non couru |
| 1908      | George Robertson | Locomobile         | Résultats |
| 1909      | Harry Grant      | ALCO               | Résultats |
| 1910      | Harry Grant      | ALCO               | Résultats |
| 1911      | Ralph Mulford    | Lozier             | Résultats |
| 1912      | Ralph DePalma    | Mercedes           | Résultats |
| 1913      | Non couru        | Non couru          | Non couru |
| 1914      | Ralph DePalma    | Schroeder-Mercedes | Résultats |
| 1915      | Dario Resta      | Peugeot            | Résultats |
| 1916      | Dario Resta      | Peugeot            | Résultats |
| 1917–1935 | Non couru        | Non couru          | Non couru |
| 1936      | Tazio Nuvolari   | Alfa Romeo         | Résultats |
| 1937      | Bernd Rosemeyer  | Auto Union         | Résultats |
| 1938–1959 | Non couru        | Non couru          | Non couru |
| 1960      | Harry Carter     | Stanguellini       | Résultats |

- Phase éliminatoire de la coupe Vanderbilt 1905 (USA) :  Albert Dingley sur Pope-Toledo (en);
- Phase éliminatoire de la coupe Vanderbilt 1906 (USA) :  Joe Tracy sur Locomobile.

### Trophée
À partir de 1996, la coupe Vanderbilt est le nom du trophée remis au vainqueur du championnat Champcar.
| Année | Lauréat            |
| ----- | ------------------ |
| 1996  | Jimmy Vasser       |
| 1997  | Alessandro Zanardi |
| 1998  | Greg Moore         |
| 1999  | Tony Kanaan        |
| 2000  | Gil de Ferran      |
| 2001  | Gil de Ferran      |
| 2002  | Cristiano da Matta |
| 2003  | Paul Tracy         |
| 2004  | Sébastien Bourdais |
| 2005  | Sébastien Bourdais |
| 2006  | Sébastien Bourdais |
| 2007  | Sébastien Bourdais |

## Site officiel
- (en) Site officiel